# Erastus Corning Tower
La Erastus Corning Tower, también conocida como Corning Tower, es un rascacielos localizado en el centro de Albany, Nueva York (Estados Unidos). Completado en 1973 y construido de mármol y cristal, el edificio de oficinas estatales es parte de la Empire State Plaza. Con 180 metros de altura y 42 pisos,  es el edificio más alto de Albany y del estado de Nueva York fuera de la ciudad de Nueva York. Erastus Corning, el nombre del edificio, fue el alcalde de Albany durante 40 años, de 1941 a 1983. La torre fue dedicada a él en marzo de 1983 durante su hospitalización. Antes de aquella dedicación,  era conocida como el "Edificio de la Torre" (Tower Building).
La Corning Tower alberga el Ministerio de Sanidad del Estado de Nueva York y la Oficina Estatal de Servicios Generales. Dos cámaras de tráfico del Ministerio de transporte de Nueva York están localizadas en el edificio para controlar las condiciones del tráfico cercano. De 2000 a 2004, fue la estructura más alta en la lista de Almanaque Mundial dentro de la sección "Otros edificios altos en ciudades norteamericanas".

## Plataforma de observación
Hay una plataforma de observación localizada en el piso 42 de la torre. Ofrece unas vistas expansivas de Albany, el río Hudson, y toda el área circundante. Los paneles bajo las ventanas informan sobre los lugares destacados visibles. La plataforma de observación, aun así, no presenta una vista de 360 grados porque no tiene ninguna ventana en el lado oeste. Un ascensor sin paradas al piso 42 logra una velocidad de 26 km/h. La plataforma está abierta al público de lunes a viernes de 10:00 a 16:00.

## Galería de fotos

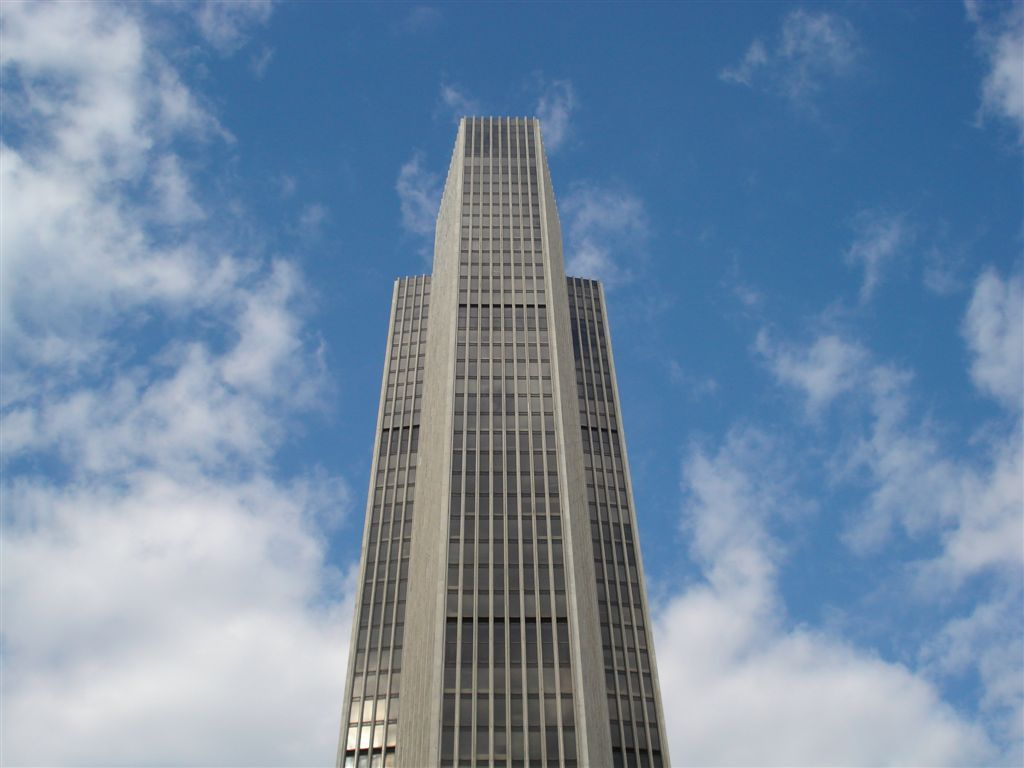
La Torre Corning vista desde Eagle Street.
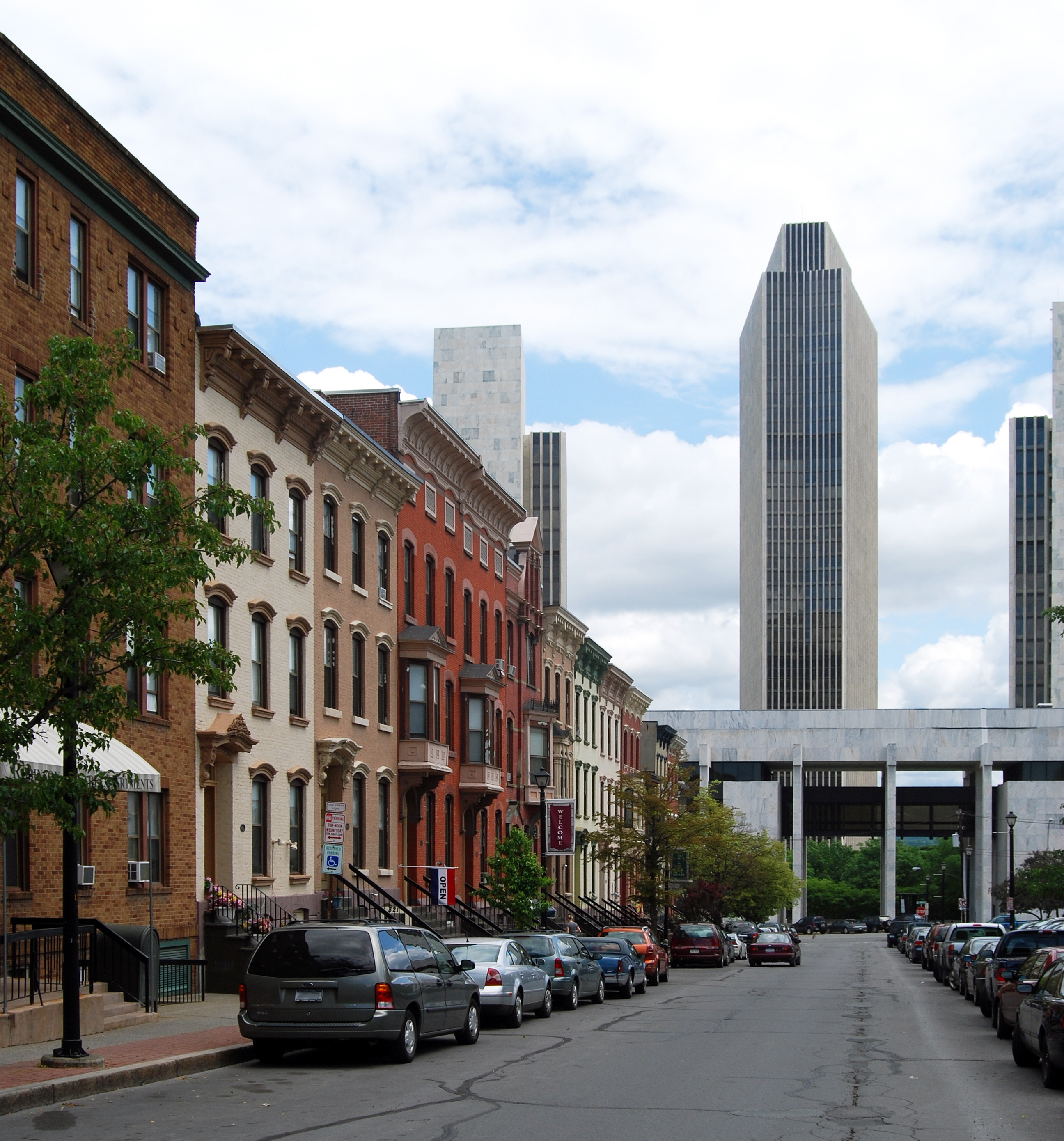
Las calles del centro de Albany, con la Torre Corning al fondo.
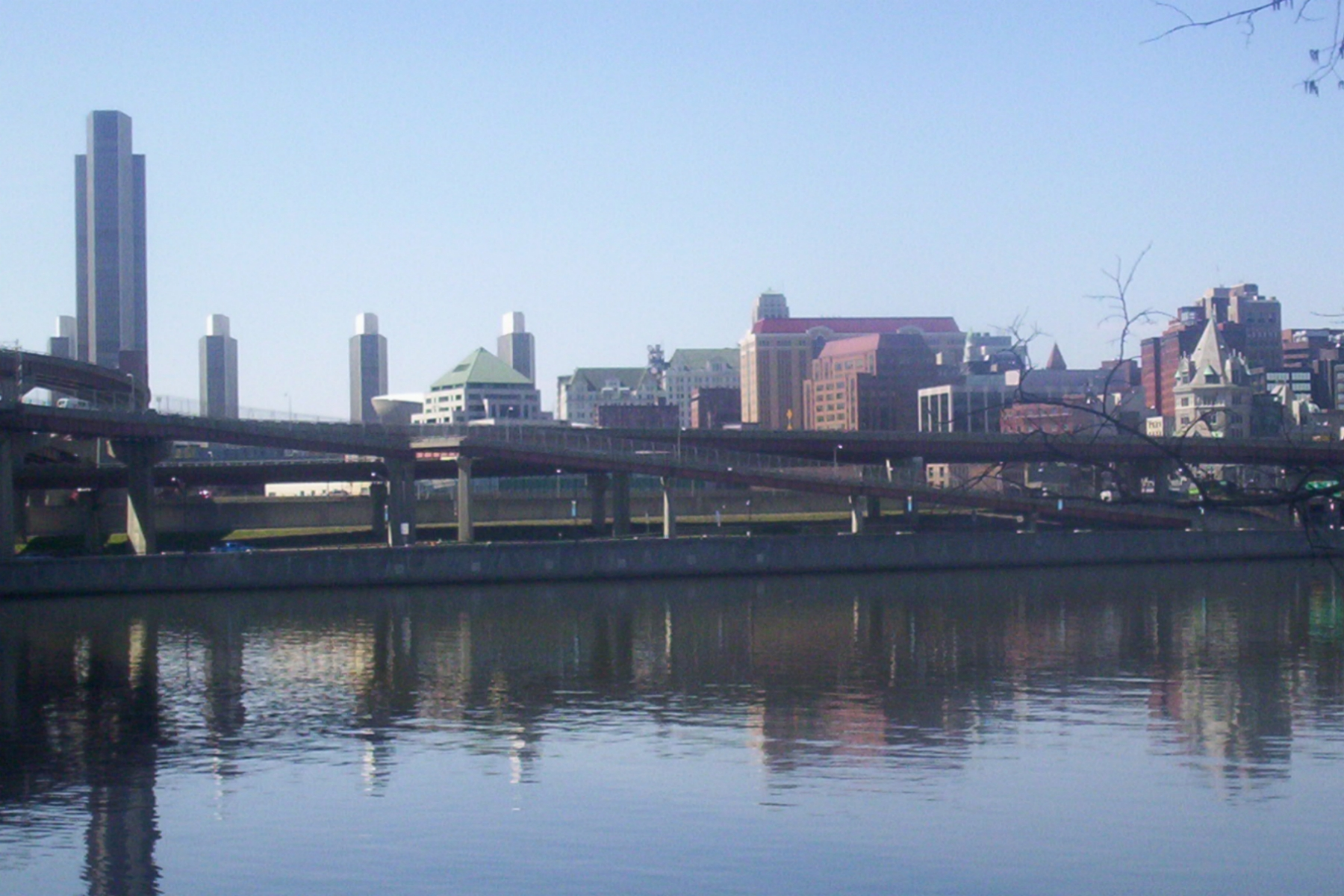
El skyline de Albany. La Torre Corning está en el extremo izquierdo.
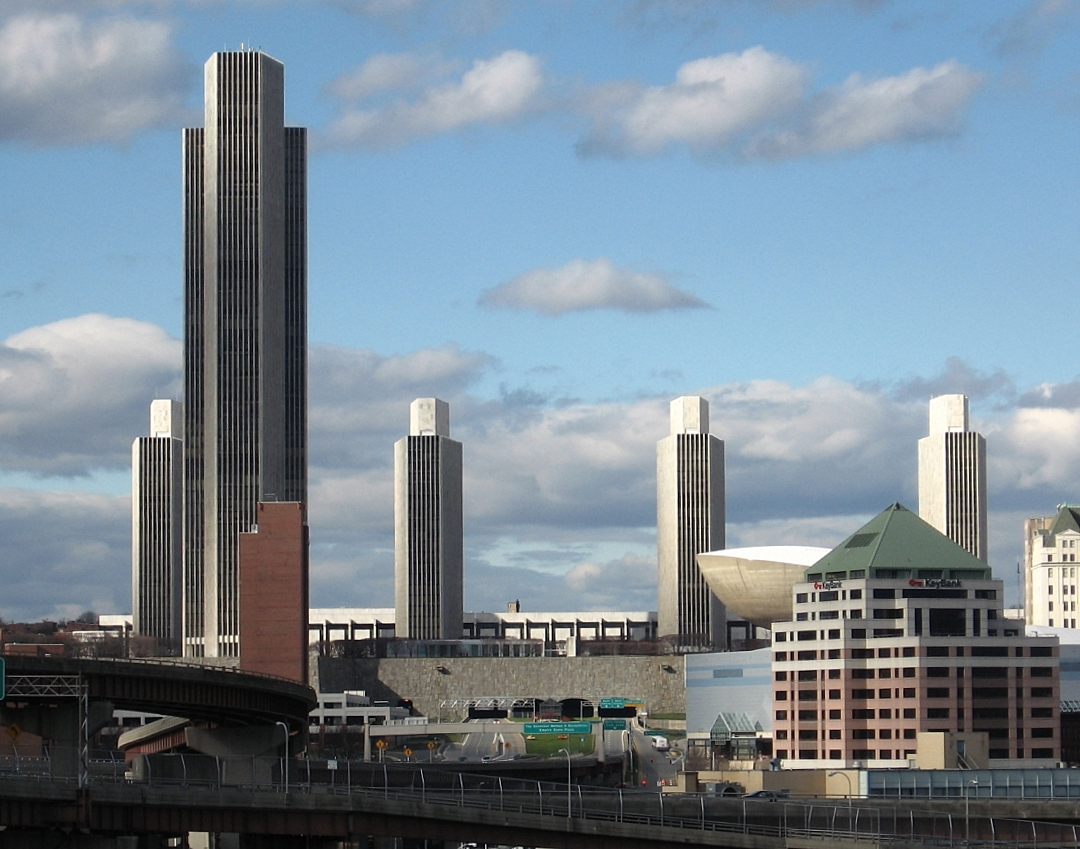
Torre Corning junto al resto de edificios de oficinas.
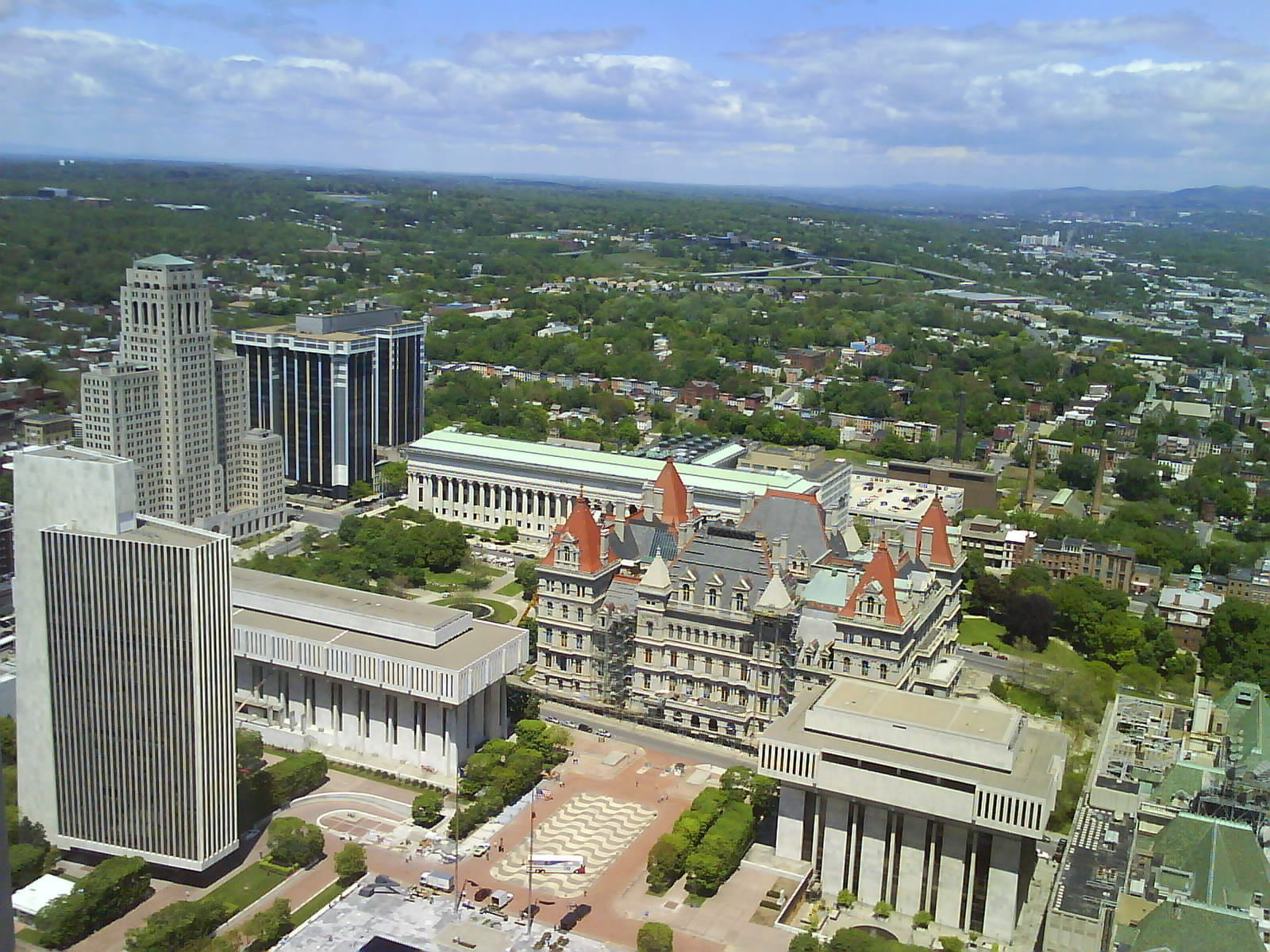
Vista de la plataforma de observación del piso 42.
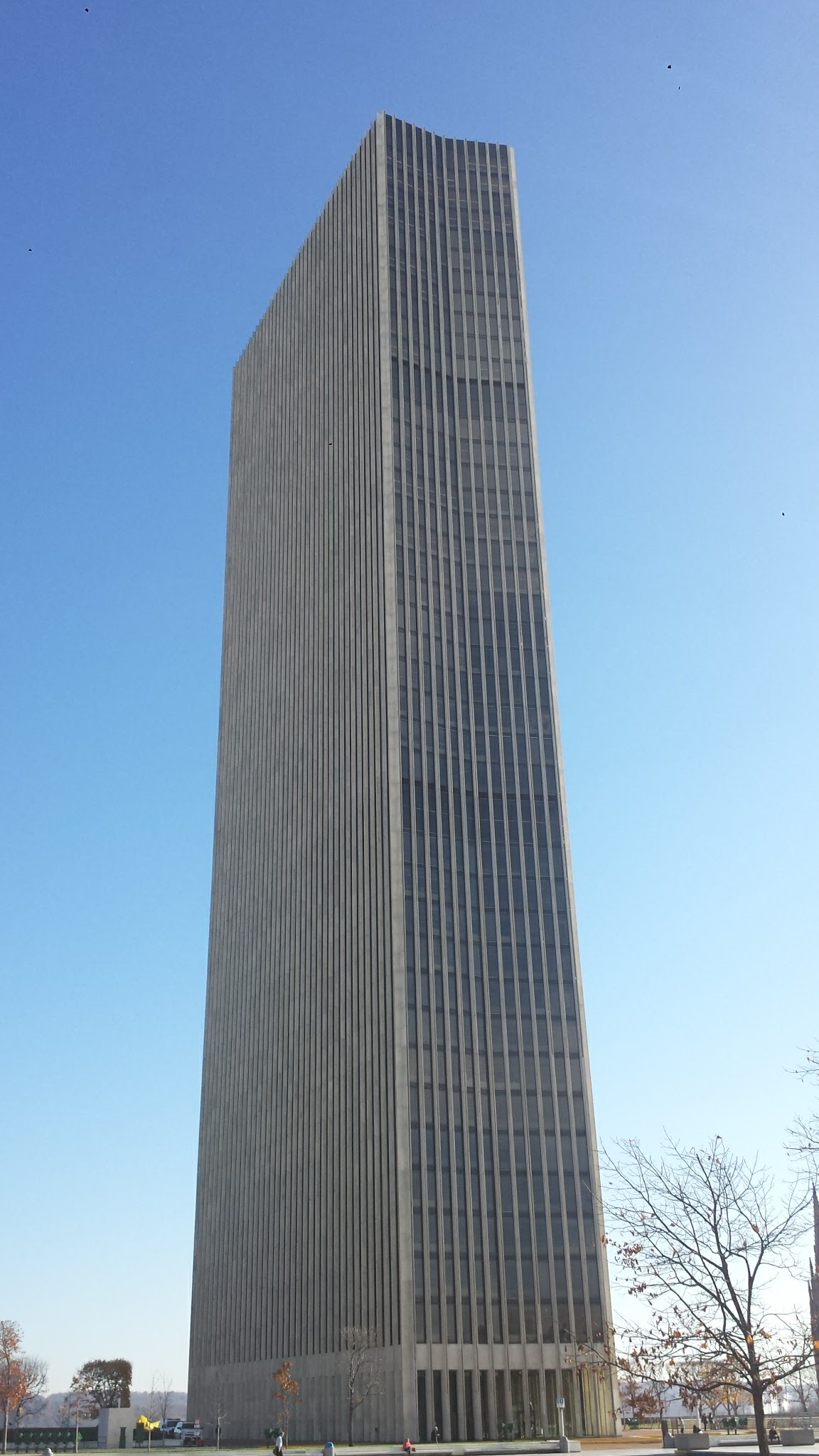
Torre Erastus Corning vista desde la Empire State Plaza.

## Atracciones cercanas
- Empire State Plaza
- Capitolio de Nueva York
- Catedral de la Inmaculada Concepción